# Parafia św. Antoniego Padewskiego w Strzegowie
Parafia św. Antoniego Padewskiego w Strzegowie – parafia rzymskokatolicka z siedzibą w Strzegowie, należąca do dekanatu Gubin, diecezji zielonogórsko-gorzowskiej. W parafii posługują księża diecezjalni.